# Tottenham Hotspur FC 2025/2026
Säsongen 2025/2026 är Tottenham Hotspurs 34e säsong i Premier League, 48e raka säsong i Englands högsta fotbollsdivision och 144e säsongen sedan klubbens grundande. Utöver Premier League deltar klubben även i FA-cupen, Engelska Ligacupen och Uefa Champions League samt Uefa Super Cup, som de kvalificerades till efter att ha vunnit Europa League föregående säsong.
Inför säsongen avskedades förre tränaren Ange Postecoglou på grund av otillräcklig prestation i ligan under säsongen 2024/2025, då de hamnade på en 17e plats. Danske Thomas Frank, som tidigare var huvudtränare för Brentford, meddelades som klubbens nya tränare den 12 juni 2025.
Under sommarens transferfönster lämnade lagkaptenen och klubblegenden Son Heung-min för Los Angeles FC efter tio år med Spurs. Med det finns ingen startspelare från Champions League-finalen 2019 i truppen för första gången sedan säsongen 2008/2009. Ben Davies, som inte startade finalen men var med i truppen, är den enda kvar i Tottenham Hotspur.